# 肯尼士
肯尼士全球股份有限公司（ProKennex）， 簡稱肯尼士，是臺灣一家球拍生產公司。

## 成立與發展
創辦者羅光男於1969年建立光男企業（Kunnan Enterprises），開始製造羽毛球拍，很快就成為全球最大的羽球拍產家。之後，又擴及網球拍、壁球拍，及其他各種運動球拍，也都很成功
。
1978年創立自有品牌，用碳纖維製造各類球拍，由美國公司外銷世界各國
。
這新品牌本來叫做「Kennedy」，為美國總統約翰·肯尼迪命名。後來因為總統名稱的政治味太濃，改為「Kennex」。以後又改稱為「ProKennex」，以避免與另一個品牌「Tennex」衝突，而中文就叫「肯尼士」
。
肯尼士網球牌在1980年全盛時期銷售達60多個國家，囊括全球1∕4巿場，為當時世界最大的網球拍廠家
，
並被稱為「台灣的奇蹟」
。
那時肯尼士擁有世界最大的網球拍工廠，還接受訂單，承製各國多家廠商的球拍，如王子（Prince）、鄧祿普（Dunlop）、菲舍爾（Fischer），及愛迪達（Adidas）等

。
肯尼士贊助的網球員包括李娜、彭帅等
。

## 擴張到倒閉
光男企業成功，便擴充產品，也跨入不熟悉的其他行業，開始經營起電腦公司、證券公司、建設公司等，一度更有意成立商業銀行。
。
ProKennex也擴及高爾夫球桿、釣竿、運動鞋、成衣等產業，還開了一家豪華的「肯尼士太飯店」（現「五都大飯店」）

。
但因擴張太快，事業多角化更使得商業經營越來越複雜，財務負債也累積的愈來愈多。2000年，肯尼士的母公司光男企業宣布倒閉。

## 重整後史
2002年ProKennex重組，更名為「肯尼士全球股份有限公司」，繼續生產多種運動球拍，而羅光男不再參與公司業務。

## 有關公司
- Kennex：現在是一個個別的臺灣公司，生產生活用品，但還是用類似的標誌[14]。
- 拓凱實業：創辦人沈文振以前是光男企業的副總經理[15]。

## 外部連結
- 官方网站